# Речи од мрамора
Речи од мрамора: Драгослав Михаиловић - живот и дело је прва инострана биографија Драгослава Михаиловића, чији је аутор немачки слависта Роберт Ходел (1959), објављена 2018. године. Српско издање објавила је 2020. године издавачка кућа "Лагуна" из Београда у преводу Мине Ђурић.

## О аутору
Роберт Ходел је рођен 1959. године у Бутисхолцу (Швајцарска). Ходел је немачки слависта, компаратиста и преводилац. Студирао је славистику, етнологију и филозофију у Берну, Санкт Петербургу, Новом Саду, Дубровнику и Прагу; магистрирао и докторирао. Преводио на немачки језик дела Момчила Настасијевића, Драгослава Михаиловића и више савремених српских песника. Објавио је више научних радова, монографија, приказа, антологија и компаратистичких прилога о српским и руским писцима. На Институту за славистику Универзитета у Хамбургу је од 1997. године професор. Члан је научног друштва „Лајбниц“ из Берлина, инострани члан Српске академије наука и уметности и почасни члан Српског књижевног друштва, као и сарадник више међународних славистичких часописа, међу њима и часописа Летопис Матице српске и Зборник Матице српске за књижевност и језик.

## О књизи
Књига представља исцрпан приказ живота српског писца, академика Драгослава Михаиловића, који се до краја разоткрио и отварио током бројних и дугих разговора са аутором књиге Робертом Ходелом. Ходел се осврнуо и на богато књижевно дело Драгослава Михаиловића.
Ходел животни пут Драгослава Михаиловића описује као праву одисеју - пуд дечака из Ћуприје, кроз све тешкоће, турбуленције и вртлоге двадесетог века, до поштованог, цењеног и читаног књижевника.
Описује Михаиловићево школовање у Ћуприји, Други светски рат и пишчеву породицу током њега, прве књижевне покушаје и почетке студирања које је прекинуо због хапшења, робијање на Голом отоку, повратак у Ћуприју и наставак студија у Београду. Затим и књижевни успех под сенком прошлости и личне Титове осуде његовог романа Кад су цветале тикве.
Ходел је успео да ослика богат стваралачки и животни пут једног великог књижевника у турбулентном времену.

## Поглавља у књизи
Целине и поглавља књиге:
Драгослав Михаиловић - живот и дело
- Родитељи, породица
- Школе и први књижевни покушаји
- СКОЈ и прва зарада
- Почетак студија, најамни рад и хапшење
- Затвор у Ћуприји
- На Голом отоку
- Повратак у Ћуприју
- Војна служба
- Наставак студија и мноштво послова
- Након завршетка студија
- Увођење у посао
- Прве публикације
- Новинарски почеци, брак с Радмилом Јовановић, син Бранислав
- Фреде, лаку ноћ
- Урбана проза - Кад су цветале тикве
- Расправа са Титом
- Брак са Недељком Бискуп, ћерка Милица
- Између противљења и признања
- Репортажа у Француској: Вијетнамци
- Лектор у Француској
- Петријин венац
- Протуве пију чај
- Чизмаши
- Ухвати звезду падалицу
- Документарна проза о Голом отоку
- Лов на стенице
- Гори Морава
- Злотвори
- Касније збирке приповедака
- Треће пролеће
- Политичка есејистика
- Писац насупрот публицисте

Прилози
- Хронологија живота и рада
- Награде и признања
- Екранизована дела
- Монографије и зборници радова о писцу

Писци о делима Драгослава Михаиловића
- Мухарем Баздуљ
- Радослав Братић
- Миљенко Јерговић
- Владета Јеротић
- Мирослав Јосић Вишњић
- Данило Киш
- Иван В. Лалић
- Борислав Михајловић Михиз
- Михајло Пантић
- Стеван Тонтић
- Драган Великић